# Buffalo Bills 1986
La stagione 1986 dei Buffalo Bills è stata la 17ª della franchigia nella National Football League, la 27ª complessiva. Anche se i Bills si trovarono su un record di 2-6 a metà stagione, le loro partite furono molto più competitive rispetto agli anni passati. (Solo due di quelle sconfitte furono per più di un touchdown.) Tuttavia, dopo una sconfitta di sei punti nella settimana 9 contro Tampa Bay, i Bills licenziarono Hank Bullough e assunsero l'ex allenatore di Kansas City Marv Levy, in una mossa inusuale di metà stagione. (Levy non allenava dal 1984 quando aveva guidato i Chicago Blitz della United States Football League.) Levy vinse subito la sua prima partita contro i Pittsburgh Steelers e un'altra nella settimana 13 contro Kansas City, finendo con un record parziale di 2-5.
Anni dopo, l'offensive tackle dei Bills Will Wolford affermò che la squadra aveva perso appositamente la gara della settimana 9 contro Tampa Bay per far licenziare Bullough.

## L'arrivo di Jim Kelly
Alla fine della stagione 1985, il futuro dei Bills era quantomai incerto: due stagioni consecutive terminate con un record di 2-14 avevano portato le presenze al Rich Stadium a meno di 30.000 tifosi a partita. La prima scelta assoluta del Draft NFL 1985 Bruce Smith, pur avendo avuto una rispettabile stagione da rookie, rese al di sotto delle attese e in seguito ammise che non stava mettendo tutto il suo impegno nel football. Il quarterback Jim Kelly, che la squadra aveva scelto nel primo giro del Draft NFL 1983 come suo quarterback del futuro, rifiutava ancora di giocare per Buffalo ed era pronto ad affrontare la stagione 1986 come membro dei New Jersey Generals della United States Football League; il quarterback dei Generals, Doug Flutie, che avrebbe giocato per i Bills molto più avanti nella carriera, rifiutò le offerte della squadra e optò per rimanere anch'egli nella USFL. Questi rifiuti portarono i Bills a firmare Art Schlichter, un noto scommettitore compulsivo che si era trovato male con gli Indianapolis Colts, come loro piano di riserva; Schlichter avrebbe dovuto competere con Frank Reich, scelto nel draft dell'anno precedente, per il suo da titolare.
Le fortune di Buffalo mutarono drasticamente prima dell'inizio della stagione. Il 29 giugno 1986, la USFL ricevette solo una bassa compensazione per la sua causa antitrust contro la NFL, lasciando la lega senza i capitali necessari e costringendola alla chiusura. Senza altre opzioni, Kelly firmò così per i Bills e Schlichter fu svincolato. La firma (assieme a quelle dei fuoriusciti della USFL Ray Bentley e Kent Hull) raddoppiò le presenze allo stadio.

## Roster
| Roster dei Buffalo Bills nel 1986 |
| --- |
| Quarterback - 8 Stan Gelbaugh - 12 Jim Kelly - 14 Frank Reich Running Back - 28 Greg Bell - 35 Carl Byrum FB - 33 Ronnie Harmon - 40 Robb Riddick - 42 Ricky Moore - 49 Bruce King Wide Receiver - 85 Chris Burkett - 80 Jerry Butler - 89 Walter Broughton - 83 Andre Reed - 82 Eric Richardson - 89 Steve Tasker - 86 Jimmy Teal Tight End - 84 Don Kern - 88 Pete Metzelaars - 87 Butch Rolle - 34 Gary Wilkins Offensive Linemen - 61 Leonard Burton C - 63 Justin Cross T - 70 Joe Devlin T - 71 Dale Hellestrae T/G/C - 67 Kent Hull C - 72 Ken Jones T - 51 Jim Ritcher G - 62 Mark Traynowicz G/C - 65 Tim Vogler G - 73 Will Wolford T Defensive Linemen - 68 Jerry Boyarsky NT - 68 Mark Catano NT - 75 Mike Hamby DE - 95 Sean McNanie DE - 94 Mark Pike DE - 79 Dean Prater DE - 76 Fred Smerlas NT - 78 Bruce Smith DE - 74 Don Smith DT Linebacker - 50 Ray Bentley ILB - 58 George Cumby ILB - 53 Tony Furjanic - 52 Guy Frazier - 99 Hal Garner - 54 Eugene Marve ILB - 57 Lucius Sanford OLB - 56 Darryl Talley OLB Defensive Back - 43 Martin Bayless SS - 36 Rodney Bellinger CB - 29 Derrick Burroughs CB - 45 Dwight Drane SS - 22 Steve Freeman FS - 25 Rod Hill CB - 48 Lawrence Johnson CB - 38 Mark Kelso FS - 27 Ron Pitts CB - 26 Charles Romes CB - 23 Kevin Williams CB Special Team - 4 John Kidd P - 11 Scott Norwood K |
| Legenda - I rookie sono in corsivo. - Il primo ruolo è il principale mentre gli eventuali successivi indicano i ruoli secondari. - (IR) sta per Injured Reserve ed indica la lista ristretta per un solo giocatore infortunato che può tornare ad allenarsi dopo la settimana 6 e a rientrare in prima squadra dopo che questa ha giocato 8 partite. - (NF-Inj.) / (NF-Ill.) stanno rispettivamente per Non-Football Injured e Non-Football Illness ed indicano le liste dove viene inserito un giocatore che ha un infortunio o una malattia non dipendente dal football americano. - (PUP) sta per Physically Unable to Perform ed indica la lista dove viene inserito un giocatore mentre è in attesa di recuperare la condizione fisica. Nella stagione regolare dopo la sesta partita giocata dalla propria squadra, il giocatore ha tempo tre settimane per riprendere ad allenarsi, più tre settimane aggiuntive dal suo rientro agli allenamenti per rientrare in prima squadra. |

Fonte:

## Calendario
| Stagione regolare |                   |                         |           |          |
| Turno             | Data              | Avversario              | Risultato | Pubblico |
| 1                 | 7 settembre 1986  | New York Jets           | S 28–24   | 79,951   |
| 2                 | 14 settembre 1986 | at Cincinnati Bengals   | S 36–33   | 52,714   |
| 3                 | 21 settembre 1986 | St. Louis Cardinals     | V 17–10   | 65,762   |
| 4                 | 28 settembre 1986 | Kansas City Chiefs      | S 20–17   | 67,555   |
| 5                 | 5 ottobre 1986    | at New York Jets        | S 14–13   | 69,504   |
| 6                 | 12 ottobre 1986   | at Miami Dolphins       | S 27–14   | 49,467   |
| 7                 | 19 ottobre 1986   | Indianapolis Colts      | V 24–13   | 50,050   |
| 8                 | 26 ottobre 1986   | New England Patriots    | S 23–3    | 77,808   |
| 9                 | 2 novembre 1986   | at Tampa Bay Buccaneers | S 34–28   | 32,806   |
| 10                | 9 novembre 1986   | Pittsburgh Steelers     | V 16–12   | 72,000   |
| 11                | 16 novembre 1986  | Miami Dolphins          | S 34–24   | 76,474   |
| 12                | 23 novembre 1986  | at New England Patriots | S 22–19   | 60,455   |
| 13                | 30 novembre 1986  | at Kansas City Chiefs   | V 17–14   | 31,492   |
| 14                | 7 dicembre 1986   | Cleveland Browns        | S 21–17   | 42,213   |
| 15                | 14 dicembre 1986  | at Indianapolis Colts   | S 24–14   | 52,783   |
| 16                | 21 dicembre 1986  | at Houston Oilers       | S 16–7    | 31,409   |

## Classifiche
| AFC East                |    |    |   |      |     |      |     |     |     |
|                         | V  | S  | P | %    | DIV | CONF | PF  | PS  | STR |
| New England Patriots(3) | 11 | 5  | 0 | .688 | 7–1 | 8–4  | 412 | 307 | V1  |
| New York Jets(4)        | 10 | 6  | 0 | .625 | 6–2 | 8–4  | 364 | 386 | S5  |
| Miami Dolphins          | 8  | 8  | 0 | .500 | 5–3 | 6–6  | 430 | 405 | S1  |
| Buffalo Bills           | 4  | 12 | 0 | .250 | 1–7 | 3–11 | 287 | 348 | S3  |
| Indianapolis Colts      | 3  | 13 | 0 | .188 | 1–7 | 2–10 | 229 | 400 | V3  |